# Paulina Antczak
Paulina Agnieszka Antczak, po mężu Szymańska (ur. 27 stycznia 1990 w Poznaniu) – polska koszykarka występująca na pozycjach niskiej lub silnej skrzydłowej, młodzieżowa reprezentantka Polski.

## Osiągnięcia
Stan na 10 października 2019, na podstawie, o ile nie zaznaczono inaczej.
Drużynowe
- Awans do FGE z Politechniką Gdańsk (2018)
- Mistrzyni Polski:
  - juniorek starszych (2007)
  - juniorek (2007, 2008)[3][4]
- Wicemistrzyni:
  - I ligi (2015)
  - Polski juniorek starszych (2010)

Indywidualne
(* – nagrody przyznane przez portal eurobasket.com)
- MVP mistrzostw Polski juniorek (2007)[3]
- Wybrana do:
  - składu zawodniczek przyszłości podczas mistrzostw Polski juniorek starszych (2007)
  - I składu:
    - najlepszych nowo przybyłych zawodniczek PLKK (2008)*
    - mistrzostw Polski:
      - juniorek (2008)[4]
      - juniorek starszych (2010)

Reprezentacja
- Uczestniczka:
  - uniwersjady (2011 – 15. miejsce)
  - mistrzostw Europy:
    - U–20 (2009 – 5. miejsce, 2010 – 9. miejsce)
    - U–18 (2007  – 4. miejsce, 2008 – 8. miejsce)
    - U–16 (2006 – 6. miejsce)
- Zaliczona do I składu mistrzostw Europy U–18 (2008)*